# André Pécoud
André Maurice Albert Pécoud (né à Paris 8e le 22 juillet 1880 et mort à Paris 17e le 28 janvier 1951) est un peintre, illustrateur et affichiste français.
Il a essentiellement travaillé pour les Éditions Hachette de 1925 à 1951.

## Biographie
Fils d’un officier supérieur, André Pécoud commença à travailler pour la presse parisienne en 1900 (Gil Blas, numéro du 4 mai 1900). 
Installé au 7, rue des Ternes à Paris dans les années 1920 et 1930, il fut un des illustrateurs français les plus prolifiques de son époque. En cinquante ans de carrière, il a illustré plus de 156 ouvrages et des centaines de magazines, entre autres pour les luxueux Femina, Monsieur, Illustration des modes des années 1920, à La Semaine de Suzette en passant par Lectures pour tous, Fantasio, Les Annales politiques et littéraires ou Nos loisirs.
Dans l’édition, on l’associe à juste titre à la maison Hachette pour qui il fut le grand dessinateur des romans de la comtesse de Ségur, de Magdeleine du Genestoux et de toutes les collections enfantines (collections Bibliothèque rose et Bibliothèque verte, etc.) pendant un quart de siècle.
Il travailla aussi pour les Éditions Delagrave, Henri Pierre Laurens, Gautier-Languereau, Plon, entre autres. 
Sa ligne est rapide et joyeuse où le mouvement et le sentiment sont plus visibles que les traits des personnages. 
André Pécoud participa au Salon des humoristes de 1922 à 1937 et dessina pour diverses feuilles humoristiques. Il réalisa également des affiches et des catalogues pour les Grands Magasins du Louvre (vers 1925) et des publicités.
Il signe habituellement ses œuvres « A. Pécoud ».

## Galerie

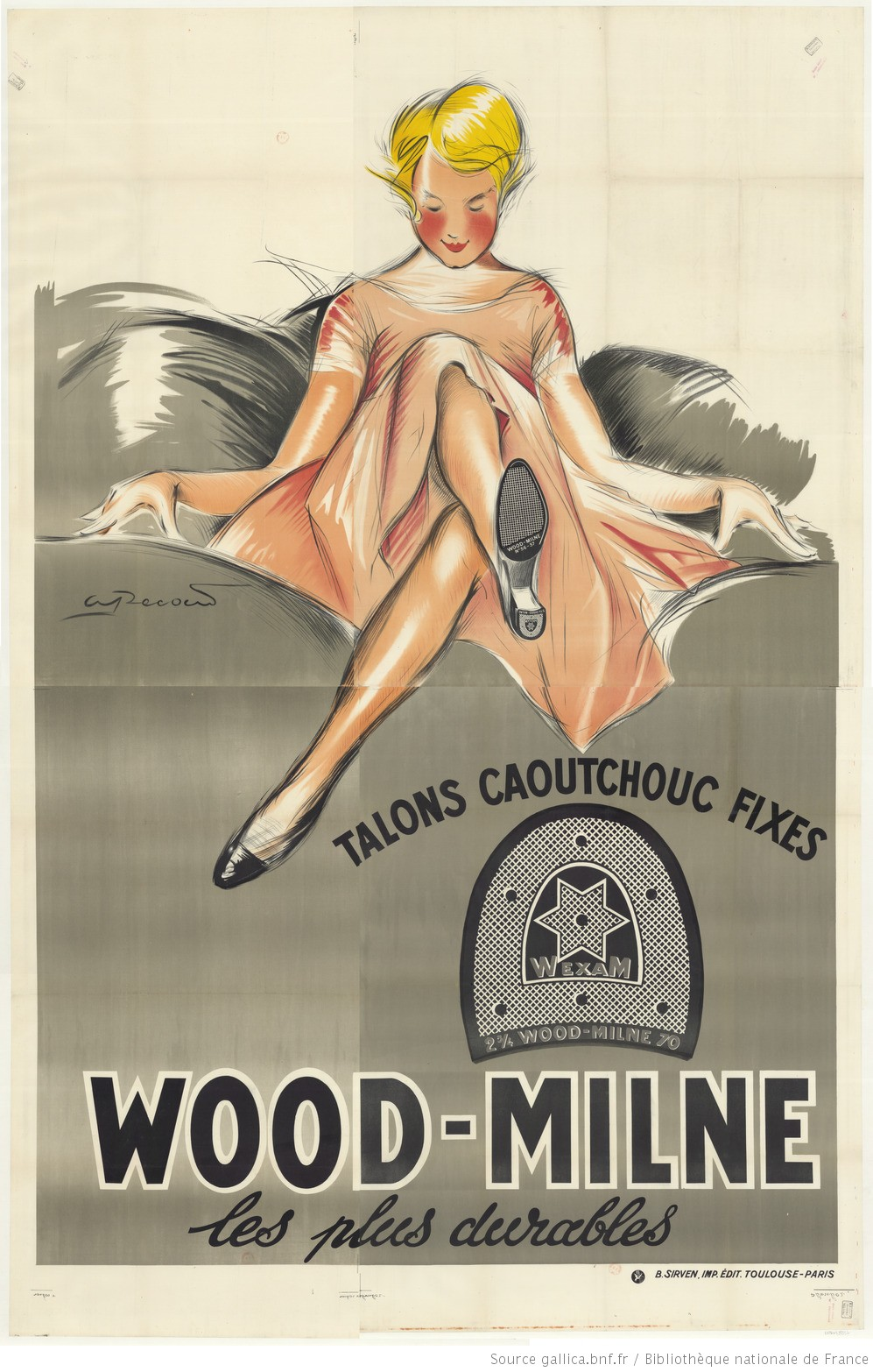
Affiche pour Les talons caoutchouc, 1929 (BNF).

## Romans illustrés

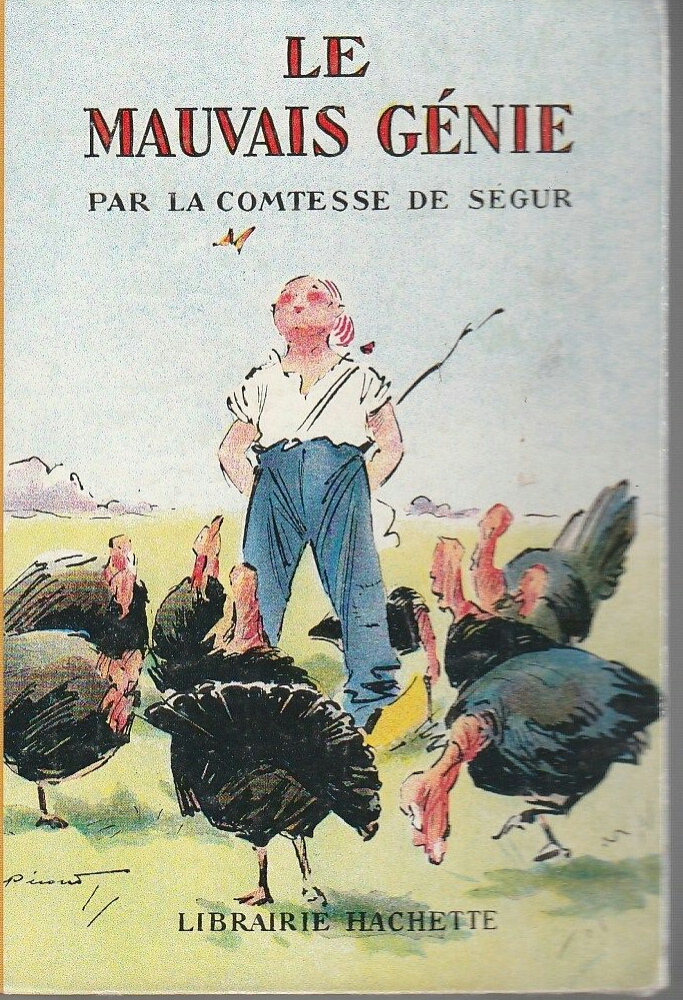
Le Mauvais Génie, comtesse de Ségur, couverture jaquette.

Liste exhaustive. La première date est celle de la première édition illustrée par André Pécoud, suivies des dates des rééditions, toujours illustrées par lui.

### Éditions Hachette

#### CollectionBibliothèque verte
- 1926 : Les Locataires de la maison jaune de Kate Douglas Wiggin -  Coll. Bibliothèque verte.
- 1933 : Papa Faucheux de Jean Webster — Traduit par Henry Borjane, coll. Bibliothèque verte.
- 1934 : Un billet de loterie (suivi de Frritt-Flacc) de Jules Verne — Coll. Bibliothèque verte.
- 1935 : Histoire d'un âne et de deux jeunes filles de P. J. Stahl — Coll. Bibliothèque verte.
- 1935 : Le Roman d'un brave homme d'Edmond About — Coll. Bibliothèque verte.
- 1935 : Les Silences du colonel Bramble d'André Maurois — Coll. Bibliothèque verte.
- 1935 : Madeleine de Jules Sandeau - Coll. Bibliothèque verte.
- 1937 : La Petite Dorrit de Charles Dickens — Coll. Bibliothèque verte.
- 1937 : Trois Contes (Un cœur simple, La Légende de saint Julien l'Hospitalier, Hérodias) de Gustave Flaubert — Bibliothèque verte.
- 1938 : Colomba de Prosper Mérimée - Coll. Bibliothèque verte.
- 1939 : Le Bout du fleuve de James Oliver Curwood — Traduit par Louis Postif, coll. Bibliothèque verte.
- 1939 : Les Confidences d'Arsène Lupin de Maurice Leblanc — Coll. Bibliothèque verte.
- 1939 : Les Trois Crimes d'Arsène Lupin —  Coll. Bibliothèque verte.
- 1939 : La Fiancée de Kerpen-hir de Georges-G Toudouze - coll Bibliothèque verte
- 1940 : Nous avons fait un beau voyage de Francis de Croisset — Coll. Bibliothèque verte.
- 1940 : La Piste dangereuse de James Oliver Curwood — Traduit par Victor Forbin, coll. Bibliothèque verte.
- 1940 : Flèche d'Orient : les rois du jour de Paul Morand — Coll. Bibliothèque verte.
- 1941 : Le Médecin de campagne de Honoré de Balzac — Coll. Bibliothèque verte.
- 1947 : Trois petites américaines de Jean Webster — Traduit par Henry Borjane, coll. Bibliothèque verte.
- 1950 : Notre-Dame de Paris (tomes 1 et 2) de Victor Hugo — Édition abrégée. Coll. Bibliothèque verte.
- 1950 : Mon ennemi chéri de Jean Webster — Traduit par Henry Borjane, coll. Bibliothèque verte.
- 1951 : Les Patins d'argent de P.-J. Stahl — Adapté par Mary Mapes Dodge[3] - Bibliothèque verte.

#### CollectionBibliothèque rose
- 1925 : Jean-qui-s'en-moque de Magdeleine du Genestoux — Illustré par André Pécoud et Henry Morin, coll. Bibliothèque rose illustrée.
- 1925 : Petite-Bobine et Gros-Placide de Magdeleine du Genestoux — Coll. Bibliothèque rose illustrée, Hachette. Réédition en 1947, coll. "Œuvres de Magdeleine du Genestoux".
- 1926 : L'Aventure de Gilbert d'Annie Savern — Coll. Bibliothèque rose illustrée.
- 1926 : Les Tribulations de M. Clairon de Magdeleine du Genestoux — Coll. Bibliothèque rose illustrée.
- 1927 : Une petite fille d'aujourd'hui — Coll. Bibliothèque rose illustrée, Hachette.
- 1929 : Un trio turbulent de Gyp — Coll. Bibliothèque rose illustrée.
- 1930 : Les Malheurs de Raymond d'Aline Sully — Bibliothèque rose illustrée,.
- 1930 : Les Malheurs de Sophie de Comtesse de Ségur — Rééditions : 1958, coll. Nouvelle bibliothèque rose no 26 ; 1991, Bib. rose no 803,  (ISBN 2-01-018287-1) ; 1994, collection Fac-similés  ; 2000, coll. Bib. rose no 803,  (ISBN 2-01-200317-6).
- 1930 : Après la pluie, le beau temps de Comtesse de Ségur — Rééditions : 1958, Nouvelle Bibliothèque rose no 18 ; 1991, Bib. rose no 801,  (ISBN 2-01-018285-5).
- 1930 : François le bossu[4] de Comtesse de Ségur. Rééditions : 1958, coll. Nouvelle bibliothèque rose no 13 ; 1991, Bib. rose no 806,  (ISBN 2-01-018290-1) ; 2000, Bib. rose no 806,  (ISBN 2-01-200552-7).
- 1930 : L'Auberge de l'Ange gardien de Comtesse de Ségur — Rééditions : 1958, coll. Nouvelle bibliothèque rose no 8 ; 1991, Bib. rose no 808,  (ISBN 2-01-018292-8) ; 2000, Bib. rose no 808,  (ISBN 2-01-200612-4).
- 1930 : Le Général Dourakine de Comtesse de Ségur — Rééditions : 1958, coll. Nouvelle bibliothèque rose no 3 ; 1991, Bib. rose no 800,  (ISBN 2-01-018284-7) ; 2000, Bib. rose no 800  (ISBN 2-01-200551-9).
- 1930 : Mémoires d'un âne de Comtesse de Ségur — Réédition : 1958, coll. Nouvelle bibliothèque rose no 22 ; 1991, Bib. rose no 802  (ISBN 2-01-018286-3) ; 2000, Bib. rose no 802  (ISBN 2-01-200490-3).
- 1930 : Les Petites Filles modèles de Comtesse de Ségur. Rééditions : 1958, Nouvelle bibliothèque rose no 4 ; 1991, Bib. rose no 815  (ISBN 2-01-018299-5) ; 2000, Bib. rose no 815  (ISBN 2-01-200318-4) ; 2011, fac-similé, Nouvelle bibliothèque rose.
- 1930 : Les Vacances de Comtesse de Ségur — Rééditions : 1958, Nouvelle Bibliothèque rose no 21 ; 1991, Bib. rose no 804  (ISBN 2-01-018288-X).
- 1930 : Mademoiselle Trouble-fête de Magdeleine du Genestoux — Coll. Bibliothèque rose illustrée.
- 1931 : Une petite vaniteuse de Magdeleine du Genestoux — Coll. Bibliothèque rose illustrée. Réédition en 1947, coll. Œuvres de Magdeleine du Genestoux.
- 1931 : La Fortune de Gaspard de Comtesse de Ségur — Rééditions : 1958, Nouvelle bibliothèque rose no 15 ; 1991, Bib. rose no 812  (ISBN 2-01-018296-0).
- 1931 : Diloy le chemineau de Comtesse de Ségur — Rééditions : 1958, coll. Nouvelle bibliothèque rose no 17 ; 1991, Bib. rose no 810  (ISBN 2-01-018294-4).
- 1931 : Quel amour d'enfant ! de Comtesse de Ségur — Rééditions : 1958, Nouvelle bibliothèque rose no 7 ; 1992, Bibliothèque rose no 805  (ISBN 2-01-018289-8) ; 2002, Bib. rose no 805,  (ISBN 2-01-200488-1).
- 1931 : Les Bons Enfants de Comtesse de Ségur — Rééditions : 1961, Nouvelle bibliothèque rose no 33 ; 1991, Bibliothèque rose no 809,  (ISBN 2-01-018293-6).
- 1932 : La Maison sens dessus dessous de Colette Vivier — Coll. Bibliothèque rose illustrée.
- 1932 : Deux espiègles de M. T. Latzarus — Coll. Bibliothèque rose illustrée.
- 1932 : Le Mauvais Génie de Comtesse de Ségur — Rééditions : 1958, coll. Nouvelle Bibliothèque rose no 14 ; 1991, Bib. rose no 813,  (ISBN 2-01-018297-9) ; 2003, Bib. rose no 813,  (ISBN 2-01-200852-6).
- 1932 : La Famille Hurluberlu de Magdeleine du Genestoux — Bibliothèque rose illustrée.
- 1933 : L’Épreuve de Georges de Pierre de Coulevain — Coll. Bibliothèque rose illustrée.
- 1934 : Pompon et Pomponnette de Magdeleine du Genestoux — Bibliothèque rose illustrée.
- 1935 : Pipo et Pip de Magdeleine du Genestoux — Coll. Bibliothèque rose illustrée.
- 1935 : Toutou et ses cousines de Magdeleine du Genestoux — Coll. Bibliothèque rose illustrée.
- 1937 : Mademoiselle Claire et Monsieur Corbeau de Magdeleine du Genestoux — Coll. : Bibliothèque rose illustrée.
- 1938 : Le Petit Roi du Luxembourg de Jérôme Doucet — Coll. Bibliothèque rose illustrée.
- 1938 : Le Club de la joie de Magdeleine du Genestoux — Coll. Bibliothèque rose illustrée.
- 1939 : Marraine d'Amérique de Magdeleine du Genestoux — Coll. Bibliothèque rose illustrée.
- 1940 : Pâquerette de Magdeleine du Genestoux — Coll. Bibliothèque rose illustrée.
- 1940 : Les Cinq Millions de Jimmy de Paul de Pitray — Coll. Bibliothèque rose illustrée.
- 1942 : En plein champ ! de Magdeleine du Genestoux — Bibliothèque rose illustrée.
- 1942 : La Famille Raton de Jules Verne — Hachette.
- 1943 : Entrez dans la danse de Colette Vivier — Coll. Bibliothèque rose illustrée.
- 1943 : Nous sommes deux de Marie-Thérèse Latzarus — Coll. Bibliothèque rose illustrée.
- 1945 : Le Mystère du Château de René Duverne — Coll. Bibliothèque rose illustrée,.
- 1946 : Les Compagnons du Monomotapa de Colette Vivier — Coll. Bibliothèque rose illustrée.
- 1946 : Teddy chez les cheftaines de René Duverne — Coll. Bibliothèque rose illustrée.
- 1946 : La Maison des deux pigeons d'A. de La Tourrasse — Coll. : Bibliothèque rose illustrée.
- 1946 : Ravna chez les Lapons d'Estrid Ott — Traduit du danois par Marguerite Diehl, Bibliothèque rose illustrée.
- 1947 : Peter Pan de J. M. Barrie — Raconté aux enfants par May Byron. Adaptation de Madeleine Chabrier, col. Bibliothèque rose illustrée.
- 1949 : Cinq enfants dans une île de René Duverne — Coll. Bibliothèque rose illustrée.
- 1949 : Le Trésor de Pierrepic de Jeanne Foulquier — Bibliothèque rose illustrée.

#### Collection Bibliothèque de la jeunesse
- 1935 : Le Dernier des Mohicans de Fenimore Cooper — Coll. Bibliothèque de la jeunesse, Hachette. Réédition en 1951, coll. Bibliothèque verte.
- 1937 : Maximilien Heller de Henry Cauvain — Coll. Bibliothèque de la jeunesse.
- 1938 : Le Ciel empoisonné (suivi de : Le Chat du Brésil, L'Ile hantée, Voyage de Jelland, Retiré des affaires de Conan Doyle — Traduit par Louis Labat, coll. Bibliothèque de la jeunesse.

#### Collection Bibliothèque Bleue
- 1927 : La Fortune de Chienfou de Jean Kérouan — Coll. Bibliothèque Bleue.
- 1929 : Les Désirs de Riquette de Jean Kérouan — Bibliothèque bleue.
- 1930 : Chienfou dans sa maison de Jean Kérouan — Coll. Bibliothèque Bleue.
- 1930 : Cavalier de la Camargue de J. Rosmer et V. d'Entrevaux — Coll. Bibliothèque bleue.
- 1930 : La Mare au diable de George Sand.
- 1931 : Flammes sur la neige de G. Pastre — Coll. Bibliothèque bleue.
- 1931 :  Les Retours du cœur de J.-H. Rosny — Bibliothèque bleue.
- 1932 : Un jour dans le Pacifique (Kingdom lost) de Patricia Wentworth — Coll. Bibliothèque bleue ; roman policier.
- 1934 : Les Deux Visages de Thérèse Lenotre — Coll. Bibliothèque bleue.
- 1934 : L'Enlèvement de la princesse de Gaston Chérau — Coll. Bibliothèque bleue.
- 1935 : Un train sifflait dans la nuit de J. Jacquin et H. de Peslouan  — Coll. Bibliothèque bleue.

#### Collection des grands romanciers
- 1933 : La Petite Fadette de George Sand — Collection des grands romanciers.
- 1934 : Eugénie Grandet de Honoré de Balzac — Collection des Grands Romanciers.
- 1935 : Le Roi des quilles d'Alexandre Dumas — Collection des Grands Romanciers.
- 1937 : L'Idée de Jean Têtrol de Victor Cherbuliez — Collection des Grands Romanciers.
- 1953 : Contes de la Maison rose de Thérèse Lenotre — Collection des grands romanciers.

#### Collection Petite bibliothèque blanche
- 1926 : Les Bonnes Idées de Mademoiselle Rose de Jacques Lermont — Petite bibliothèque blanche.
- 1933 : Ti et ses frères de Lucie Bricard Bazin — Coll. : Petite bibliothèque blanche.
- 1934 : Pierre et son ami Ben-Dub de M. Bonzac — Coll. Petite Bibliothèque blanche.
- 1937 : Passagère pour la France de M.-T. Latzarus — Coll. Petite bibliothèque blanche.
- 1938 : Une mystérieuse petite fille de M. T. Latzarus — Coll. Petite bibliothèque blanche.

#### Autres collections Hachette
- 1927 : La Vie de Disraëli d'André Maurois — Hachette.
- 1927 : Sans Beauté de Zénaïde Fleuriot — Hachette.
- 1930 : La Mare au diable de George Sand — Hachette.
- 1931 : Jean qui grogne et Jean qui rit de Comtesse de Ségur — Hachette.
- 1931 : Caline de Zénaïde Fleuriot — Hachette. Réédition en 1950 sous le titre Caline, jeune fille, Hachette.
- 1931 : Les Oberlé de René Bazin — Hachette. Réédition en 1952, coll. Hachette.
- 1931 : Ramuntcho de Pierre Loti — Hachette. Réédition en 1950.
- 1931 : Un Filleul d'aujourd'hui d'Abel Hermant - Hachette. Plusieurs rééditions.
- 1932 : Le Cœur et la Tête de Zénaïde Fleuriot — Hachette.
- 1932 : Cœur muet de Zénaïde Fleuriot — Hachette.
- 1932 : Feu et Flamme de Zénaïde Fleuriot — Hachette.
- 1932 : Rayon de soleil de Zénaïde Fleuriot — Hachette.
- 1932 : Mon bel alphabet — Hachette. Réédition en 1994, collection Fac-similés, Hachette Jeunesse.
- 1933 : Évangile d'une grand-mère de Comtesse de Ségur — Hachette.
- 1933 : Cardenio, l'homme aux rubans couleur de feu de Louis Bertrand, de l'Académie française.
- 1935 : Les Actes des apôtres de Comtesse de Ségur — Hachette[5].
- 1933 : Au Galadoc de Zénaïde Fleuriot — Hachette[6].
- 1933 : Un fruit sec de Zénaïde Fleuriot — Hachette.
- 1934 : Bible d'une grand'mère (tomes 1 et 2) de Comtesse de Ségur — Hachette.
- 1934 : Laurence Albani de Paul Bourget — Hachette.
- 1934 : Contes choisis d'Alphonse Daudet — Hachette.
- 1934 : La Glorieuse de Zénaïde Fleuriot — Hachette.
- 1934 : L'Héritier de Kerguignon de Zénaïde Fleuriot — Hachette.
- 1934 : Les Lunettes de grand'maman de Pierre Perrault — Hachette.
- 1935 : La Féerie cinghalaise : Ceylan avec les Anglais de Francis de Croisset — Collection Hachette, Hachette. Réédition en 1953, collection Hachette.
- 1935 : Les Chefs-d’œuvre de Corneille (Le Cid, Horace, Cinna, Polyeucte, Le Menteur) racontés par E. Maynial — Coll. Héros et Légendes, Hachette.
- 1935 : Le Rêve d'Émile Zola — Collection Hachette, éditions Hachette. Réédition en 1953, collection Hachette.
- 1936 : Les Chefs-d’œuvre de Molière racontés par L.-J. Arrigon — Coll. Héros et Légendes, Hachette.
- 1936 : Hervé Plémeur de Joséphine Colomb — Hachette.
- 1936 : La Peur de vivre de Henry Bordeaux — Hachette.
- 1936 : Molinoff. Indre-et-Loire de Maurice Bedel — Hachette.
- 1936 : Danielle de Joséphine Colomb — Coll. Nouvelle collection Zénaïde Fleuriot, Hachette.
- 1937 : Loyauté de Zénaïde Fleuriot — Hachette.
- 1937 : La Rustaude de Zénaïde Fleuriot — Hachette.
- 1937 : Réséda de Zénaïde Fleuriot — Hachette.
- 1937 : Les Discours du docteur O'Grady d'André Maurois — Hachette. Réédition en 1950.
- 1938 : Monique (suivie de : Les Gestes, Reconnaissance, Deux récits de guerre) de Paul Bourget — Hachette.
- 1938 : Petite belle de Zénaïde Fleuriot — Hachette.
- 1939 : La Fiancée de Kerpen-Hir de Georges G.-Toudouze — Hachette.
- 1940 : L'Aiguille creuse de Maurice Leblanc — Hachette.
- 1940 : Nous avons fait un beau voyage de Francis de Croisset — Hachette.
- 1951 : Mandarine de Zénaïde Fleuriot — Hachette.

### ÉditionsGautier-Languereau

#### CollectionBibliothèque de Suzette
- 1947 : Catherine et le bateau fantôme (Le Château sur la montagne) de C. Cruysmans — Coll. Bibliothèque de Suzette.
- 1948 : Notre petite princesse de misère d'André Bruyère — Coll. Bibliothèque de Suzette.
- 1949 : L'Extraordinaire Voyage de Claudette de Claude Sylvain — Coll. Bibliothèque de Suzette.
- 1950 : Histoire d'un pierrot et de trois petites filles de Berthe Bernage — Coll. Bibliothèque de Suzette.
- 1950 : Le Trésor des Lusignan d'André Chosalland — Coll. : Bibliothèque de Suzette.
- 1951 : L'Impératrice jaune d'André Bruyère — Coll. : Bibliothèque de Suzette.
- 1951 : Les Jolies Recluses de Maisonseule d'Éric de Cys — Coll. Bibliothèque de Suzette.
- 1952 : La Grange maudite de Yves Gohanne — Coll. Bibliothèque de Suzette.
- 1954 : La Lande aux fées de J. d'Aubert — Coll. Bibliothèque de Suzette.

### Éditions Delagrave
- 1932 : Le Roman de Renart. Joyeuses Aventures des compères Renart et Ysengrin — Adaptation de Mme Mad H.-Giraud, Delagrave. Rééditions en 1949,1954. Collection " Les Chefs-d’œuvre littéraires ", Librairie Delagrave, Paris.
- 1933 : L’Enchantement de Solhar. Merveilleuse histoire tirée d'un vieux manuscrit arabe de Jean de Kerlec - Delagrave.
- 1934 : La Petite Princesse de Frances Hodgson Burnett, Delagrave[7].
- 1936 : Alice au pays des merveilles et À travers le miroir de Lewis Carroll — Traduit par Henriette Rouillard, Delagrave. Rééditions en 1950 : Coll. Bibliothèque Juventa, Delagrave. Réédition en 1948 et 1950.
- 1936 : Le Petit Chaperon rouge. Cendrillon de Charles Perrault — Delagrave.
- 1936 : La Dangereuse Traversée de Marie Girardet (suivi de Hors du nid) — Coll. Bibliothèque Juvenia, Delagrave.
- 1936 : Le Grillon du foyer de Charles Dickens — Traduit par M. Chinon, Delagrave.
- 1937 : Le Magasin d'antiquités de Charles Dickens — Adapté par Paul Hérard, coll. Bibliothèque Juventa.
- 1937 : Le Vaillant Petit Tailleur de Grimm — Delagrave.
- 1938 : La Jeunesse d'Igor de A. Tolstoï — Adaptation française de Marie Alexandre, illustré par A. Pécoud, collection Delagrave, éd. Delagrave.
- 1939 : Les Quatre Sœurs Marsch[8] de Louisa May Alcott — Adapté par H. Rouillard, coll. Bibliothèque Juventa, éditions Delagrave. Réédition en 1950 sous le titre Les Quatre Filles du docteur March, coll. Idéal-Bibliothèque.
- 1940 : Les Nuits mexicaines  de Gustave Aymard — Adaptation de Pierre de Monterieu, coll. Bibliothèque Juventa.
- 1941 : Mont Salvage de Stella Blandy — Coll. Bibliothèque Juventa.

### Éditions Henri Pierre Laurens
- 1933 : Picciola de Xavier Saintine — Coll. "Les Succès d'antan. Lectures pour la jeunesse". Henri Pierre Laurens.
- 1935 : Contes d'Andersen de Hans Christian Andersen — Henri Pierre Laurens, Paris.
- 1936 : Servitude et grandeur militaires d'Alfred de Vigny — Coll. : Les Succès d'antan, lectures pour la jeunesse, Paris : Henri Pierre Laurens.
- 1937 : Histoire d'un casse-noisette d'Alexandre Dumas — Henri Pierre Laurens.
- 1939 : Contes d'une grand'mère de George Sand — Henri Pierre Laurens.
- 1948 : La Bouillie de la comtesse Berthe, Les Deux Frères, La Chèvre,  Le Tailleur et ses trois fils, Nicolas le Philosophe d'Alexandre Dumas — Coll. Les Chefs-d’œuvre à l'usage de la jeunesse, Henri Pierre Laurens.

### Autres éditions
- 1912 : Charles Aubryes de Henri Duvernois — Albin Michel, collection : Le Roman-succès no 37.
- 1918 : La jeune fille verte de Paul-Jean Toulet — Les Écrits nouveaux.
- 1920 : L'Amour, c'est être deux... poèmes de Aurèle Patorni  — Éditions Maison française d'art et d'édition, Paris.
- 1922 : Les Détours du cœur de Paul Bourget — Éditions Plon, collection : Bibliothèque reliée Plon no 66.
- 1932 : La Princesse Palatine de Paul Reboux — Édité par les Laboratoires Deglaude, médicaments cardiaques spécialisés, Paris.

## Livre écrit et illustré par André Pécoud
- 1936 : L'Eau… don du ciel, albums à colorier, Paris, Éditions Henri Pierre Laurens, collection « Les leçons de choses du petit coloriste ».